# Amphisbaena medemi
Amphisbaena medemi är en ödleart som beskrevs av  Carl Gans och MATHERS 1977. Amphisbaena medemi ingår i släktet Amphisbaena och familjen Amphisbaenidae. Inga underarter finns listade i Catalogue of Life.